# Holtville
Holtville is een plaats in Imperial County in Californië in de VS.

## Geografie
Holtville bevindt zich op 32°48′43″Noord, 115°22′46″West. De totale oppervlakte bedraagt 3,0 km² (1,1 mijl²) wat allemaal land is.

## Demografie
Volgens de census van 2000 bedroeg de bevolkingsdichtheid 1900,7/km² (4920,8/mijl²) en bedroeg het totale bevolkingsaantal 5612 als volgt onderverdeeld naar etniciteit:
- 54,37% blanken
- 0,62% zwarten of Afrikaanse Amerikanen
- 0,84% inheemse Amerikanen
- 0,84% Aziaten
- 0,07% mensen afkomstig van eilanden in de Grote Oceaan
- 39,15% andere
- 4,12% twee of meer rassen
- 73,84% Spaans of Latino

Er waren 1564 gezinnen en 1340 families in Holtville. De gemiddelde gezinsgrootte bedroeg 3,51.

## Plaatsen in de nabije omgeving
De onderstaande figuur toont nabijgelegen plaatsen in een straal van 32 km rond Holtville.